# About: URI

about: — схема внешних уникальных идентификаторов ресурсов (URI), указывающая на псевдопротокол в различных веб-браузерах, предназначенный для отображения определённой информации о встроенных функциях, интерфейсов для настройки, и сюрпризов. Данная схема стандартизирована в RFC 6694.
В ранних версиях Netscape Navigator адреса, начинающиеся с about: и нераспознаваемые как встроенная команда отображались как текст, идущий после двоеточия (так, в частности, содержимым страницы about:labuda оказалась бы текстовая строка «labuda»). Аналогично, ранние версии Internet Explorer воспринимали идущую после about: последовательность символов как содержимое HTML-страницы (пример: about:<em>hello world</em>) и преобразовывали её в data: URL согласно стандарту RFC 2397. Более новые версии Netscape выдавали различные фразы в ответ на неизвестный about:-адрес, содержащие «Whatchew talkin' 'bout, Willis?» (уловка из телешоу Diff’rent Strokess) или «Homey don’t play dat!» (из повторяющихся шуток в телешоу In Living Color).
Наиболее часто применяемый about: URI — это about:blank, который отображает пустой HTML-документ, и просто about:, который отображает информацию о браузере. Opera использует для этих же целей URI, начинающиеся с префикса opera:, а многие about:-адреса переводятся на соответствующие адреса в схеме opera:; единственное исключение — это псевдостраница about:blank (но не opera:blank).

## Общие about: адреса
| Адреса        | Mozilla Suite/SeaMonkey | Mozilla Firefox | Opera                           | Internet Explorer | Konqueror                                                                             | Safari                          | Google Chrome                                                                                                |
| ------------- | --- | --- | ------------------------------- | --- | ------------------------------------------------------------------------------------- | ------------------------------- | --- |
| about:        | Показывает информацию о версии и авторских правах | Показывает информацию о версии и авторских правах | Переводит на «opera:about»      | — | Переводит на «about:konqueror»                                                        | —                               | Показывает информацию о версии и авторских правах                                                            |
| about:about   | Список всех возможных about: адресов (Не работает в версии 3.6) | Список всех возможных about: адресов (Не работает в версии 3.6) | Переводит на «opera:about»      | — | Переводит на «about:konqueror»                                                        | —                               | Список всех возможных about: адресов.                                                                        |
| about:blank   | Показывает пустой HTML документ | Показывает пустой HTML документ | Показывает пустой HTML документ | Показывает пустой HTML документ | Показывает пустой HTML документ                                                       | Показывает пустой HTML документ | Показывает пустой HTML документ                                                                              |
| about:plugins | Показывает имена файлов, MIME, описание, суффикс и статус всех установленных плагинов                                                                                    | Показывает имена файлов, MIME, описание, суффикс и статус всех установленных плагинов                                                                                    | Переводит на «opera:plugins»    | — | Показывает имена файлов, MIME, описание, суффикс и статус всех установленных плагинов | —                               | Показывает имена файлов, MIME, описание, суффикс и статус всех установленных плагинов                        |
| about:cache   | Показывает информацию о кэше. | Показывает информацию о кэше. | Переводит на «opera:cache»      | — | Переводит на «about:konqueror»                                                        | —                               | Список URI сохранённых в кэше страниц со ссылками на view-cache:uri с более подробной информацией о странице |
| about:mozilla | Показывает страницу из вымышленной The Book of Mozilla. В некоторых версиях, также располагались метеоры в стандартном Netscape throbber с большой огнедышащей ящерицей. | Показывает страницу из вымышленной The Book of Mozilla. В некоторых версиях, также располагались метеоры в стандартном Netscape throbber с большой огнедышащей ящерицей. | —                               | В Windows версия IE показывает пустой HTML документ с синим фоновым цветом. Возможно, это пародия на «Синий экран смерти». Удалена в Windows XP SP2, но ещё можно увидеть по ссылке «res://mshtml.dll/about.moz». | Переводит на «about:konqueror»                                                        | —                               | — |

## Mozilla-специфичные about: адреса
| Адреса                              | Mozilla Suite/SeaMonkey | Mozilla Firefox |
| ----------------------------------- | --- | --- |
| about:addons                        | Показывает страницу с установленными дополнениями, расширениями и темами.                                                                                                   | Показывает страницу с установленными дополнениями, расширениями и темами. |
| about:blocked                       | Показывает страницу с предупреждением о том, что веб-страница является мошеннической и атакует компьютеры.                                                                  | Показывает страницу с предупреждением о том, что веб-страница является мошеннической и атакует компьютеры.                                                                               |
| about:buildconfig                   | Показывает аргументы и параметры, использованные при компиляции данной сборки.                                                                                              | Показывает аргументы и параметры, использованные при компиляции данной сборки. |
| about:cache?device=disk             | Индивидуально показывает содержимое дискового кэша. | Индивидуально показывает содержимое дискового кэша. |
| about:cache?device=memory           | Индивидуально показывает содержимое кэша памяти. | Индивидуально показывает содержимое кэша памяти. |
| about:cache-entry                   | При правильных параметрах выводит информацию об элементах кэша. | При правильных параметрах выводит информацию об элементах кэша. |
| about:certerror                     | Показывает страницу о том, что это соединение является недоверенным. | Показывает страницу о том, что это соединение является недоверенным. |
| about:config                        | Показывает интерфейс для просмотра и настройки множества переменных конфигурации, многие из которых не доступны через GUI (панель настроек).                                | Показывает интерфейс для просмотра и настройки множества переменных конфигурации, многие из которых не доступны через GUI (панель настроек).                                             |
| about:crashes                       | — | Показывает список отчётов о нестабильной работе, созданных утилитой Breakpad, которые были отправлены на сервер Mozilla (появился в ночных сборках Firefox 3, начиная с 24 января 2008). |
| about:logins                        | — | Показывает список сохранённых логинов и паролей. |
| about:credits                       | Показывает список тех, кто помогал Mozilla. | Показывает список тех, кто помогал Mozilla. |
| about:feeds                         | Показывает страницу просмотра и подписки ленты новостей. | Показывает страницу просмотра и подписки ленты новостей. |
| about:home                          | Показывает домашнюю страницу (Firefox 4.0 и выше). | Показывает домашнюю страницу (Firefox 4.0 и выше). |
| about:jetpack                       | Просмотр и установка опций расширения JetPack | Просмотр и установка опций расширения JetPack |
| about:license                       | Показывает Mozilla Public License (и Netscape Public License) для частей программы.                                                                                         | Показывает Mozilla Public License (и Netscape Public License) для частей программы. |
| about:logo                          | Показывает логотип используемый в about: | Страница доступна с Firefox 3. |
| about:memory                        | — | Показывает информацию об используемой приложением памяти (для версий 3.6 и выше). |
| about:mozilla                       | Показывает версию The Book of Mozilla | Показывает версию The Book of Mozilla |
| about:neterror                      | Показывает страницу «Ошибка» Firefox не может загрузить эту страницу по неопределённой причине.                                                                             | Показывает страницу «Ошибка» Firefox не может загрузить эту страницу по неопределённой причине.                                                                                          |
| about:neterror?e=error&u=url&d=desc | Показывает страницу ошибки используемую, когда браузер не может получить доступ к запрашиваемой странице. (Причём после &d= может быть любое Ваше слово или словосочетание) | Показывает страницу ошибки используемую, когда браузер не может получить доступ к запрашиваемой странице. (Причём после &d= может быть любое Ваше слово или словосочетание)              |
| about:newtab                        | Показывает страницу быстрого запуска с миниатюрами часто открываемых страниц сайтов (для версий 13.0 и выше).                                                               | Показывает страницу быстрого запуска с миниатюрами часто открываемых страниц сайтов (для версий 13.0 и выше).                                                                            |
| about:permissions                   | Показывает страницу управления политикой хранения данных отдельных сайтов (для версий 6.0 и выше).                                                                          | Показывает страницу управления политикой хранения данных отдельных сайтов (для версий 6.0 и выше).                                                                                       |
| about:plugins                       | Показывает установленные дополнения. | Показывает установленные дополнения. |
| about:privatebrowsing               | Позволяет включить режим приватного просмотра, при котором браузер не ведет журнал посещаемых адресов и не сохраняет никакой информации о сессии.                           | Позволяет включить режим приватного просмотра, при котором браузер не ведет журнал посещаемых адресов и не сохраняет никакой информации о сессии.                                        |
| about:rights                        | — | Показывает краткое описание прав пользователя со ссылками на более подробные описания (примерно с версии 3.0.5).                                                                         |
| about:robots                        | Показывает страницу «Welcome Humans» с шуточными цитатами. Актуально для Firefox 2 и выше.                                                                                  | Показывает страницу «Welcome Humans» с шуточными цитатами. Актуально для Firefox 2 и выше.                                                                                               |
| about:sync-tabs                     | Показывает страницу со списком вкладок, открытых на других компьютерах и синхронизированных с помощью Mozilla Sync.                                                         | Показывает страницу со списком вкладок, открытых на других компьютерах и синхронизированных с помощью Mozilla Sync.                                                                      |
| about:sessionrestore                | — | Показывает страницу, позволяющую восстановить окна и вкладки, утерянные в результате падения браузера (для версий 3.5 и выше).                                                           |
| about:support                       | — | Показывает информацию, полезную для устранения технических проблем (для версий 3.6 и выше).                                                                                              |

- Протокол about ссылок в Mozilla и Mozilla Firefox.

## Opera-специфичные about: адреса
«about:» является псевдонимом для «opera:», поэтому все адреса также работают с префиксом about:. Пользовательский JavaScript отключен для всех адресов в about: или opera: из соображений безопасности. Эти страницы могут использовать локальные каскадные таблицы стилей.
| Адреса              | Opera |
| ------------------- | --- |
| about:opera         | Показывает то же, что и opera:about |
| opera:about         | Показывает информацию о браузере и пути к конфигурационным файлам.                                                                                          |
| opera:blank         | Показывает пустую страницу |
| opera:button        | Определяет настройки кнопок для действий Opera. |
| opera:cache         | Показывает содержимое кэша. |
| opera:config        | (Opera 9.0 и новее) Показывает страницу с разрешающими изменениями некоторых настроек браузера, многие из которых нельзя выставить в обычном окне настроек. |
| opera:cpu           | (Opera 12.0 и выше). Показывает потребление процессора каждой открытой вкладкой.                                                                            |
| opera:debug         | (Opera 9.62 и новее) Показывает страницу настройки удалённой отладки Opera с помощью Opera Dragonfly                                                        |
| opera:drives        | Показывает локальные диски в данной системе. |
| opera:gpu           | (Opera 12.0 и выше) Показывает отчёт о работе аппаратного ускорения                                                                                         |
| opera:help          | Ссылка на справочный каталог. Можно смотреть как локальную, так и внешнюю.                                                                                  |
| opera:history       | Показывает содержимое истории браузера. |
| opera:historysearch | (Opera 9.5 и новее) Показывает стартовую страницу встроенной системы поиска по истории браузера (посещённым страницам).                                     |
| opera:memdebug      | (Opera 9.5 и выше). Показывает отладочную информацию об использовании памяти.                                                                               |
| opera:plugins       | Показывает установленные плагины. |
| opera:webstorage    | (Opera 10.5 и выше). Показывает информацию о Web Storage (см. HTML5)                                                                                        |
| opera:webdatabases  | (Opera 10.5 и выше). Показывает информацию о Web Storage databases (см. HTML5)                                                                              |

## Internet Explorer-специфичные about: адреса
Замечание: Internet Explorer about: адреса зависят от настроек реализации Microsoft Windows или Windows NT. По этому возможно, что некоторые из описываемых адресов не будут работать. К примеру «about:mozilla» был удалён в SP2 (несмотря на то что страницу можно найти по адресу «res://mshtml.dll/about.moz»). Настройки адресов about: находятся в реестре по адресу «HKEY_LOCAL_MACHINE\SOFTWARE\Microsoft\Internet Explorer\AboutURLs». Они время от времени используются для spyware и adware, самый примечательный из них CoolWebSearch, который создаёт about:blank, отображающий рекламу.
| Адреса                             | Internet Explorer (SP2)                                                                                                  |
| ---------------------------------- | --- |
| about:blank                        | Отображает пустую страницу.                                                                                              |
| about:DesktopItemNavigationFailure | Отображает страницу «навигация прервана».                                                                                |
| about:Home                         | Отображает домашнюю страницу пользователя.                                                                               |
| about:InPrivate                    | Информирует о использовании функции InPrivate                                                                            |
| about:NavigationCanceled           | Отображает страницу «навигация прервана».                                                                                |
| about:NavigationFailure            | Отображает страницу «навигация прервана».                                                                                |
| about:noadd-ons                    | информирует об отсутствующем или отключенном дополнении.                                                                 |
| about:noadd-onsinfo                | информирует о возможностях дополнения.                                                                                   |
| about:OfflineInformation           | Информирует пользователя о невозможности просмотра страницы в офлайне.                                                   |
| about:PostNotCached                | Информирует пользователя, что при обновлении текущей страницы информация, введённая им в форму, будет отослана повторно. |
| about:securityrisk                 | Информирует пользователя о недостаточных текущих настройках безопасности.                                                |
| about:Tabs (В IE 8)                | Открывает новую вкладку.                                                                                                 |

## Konqueror
Замечание: Все URI «about:», за исключением «about:blank» и «about:plugins», перенаправляются на «about:konqueror».
| Адреса          | Konqueror                                               |
| --------------- | ------------------------------------------------------- |
| about:konqueror | Показывает дружественный старт и навигационную страницу |

## Epiphany
С тех пор как Epiphany стал использовать движок Gecko, общие и Mozilla-специфичные about: адреса работают как в Mozilla Suite (или Mozilla Firefox, в зависимости от того какую ветку Gecko использовать).

## Netscape (исторический)
- Старые версии браузера Netscape имели about:people URI подобный about:credit, но перенаправляющий на список служащих Netscape. Вдобавок был about:username, где username это имя пользователя служащего Netscape, после ввода перенаправляется на домашнюю страницу Netscape выделеную для этого работника. Для примера, about:jwz перенаправляется на https://web.archive.org/web/20000815223837/http://people.netscape.com/jwz/ (неработающая ссылка)  .
- Некоторые версии Netscape отображают историю браузера с адресом about:global .

## Chrome-специфичные about: адреса
| Адреса                                               | Google Chrome |
| ---------------------------------------------------- | --- |
| about:cache                                          | Показать содержимое кеша. |
| about:crash (устаревшая, не используется) about:kill | Отображет страницу с сообщением о неполадке. В русской версии Chrome сообщение начинается с текста «Опаньки…» (В 12 версии — «Боже, мы её потеряли!»). |
| about:credits                                        | Разработки, используемые в Chrome. |
| about:dns                                            | Показывает записи DNS |
| about:flags                                          | Разблокировать скрытые (экспериментальные) возможности. |
| about:histograms                                     | Графики различных статистических параметров |
| about:internets                                      | Демонстрация работы приложения в окне браузера. Отображает на странице хранитель экрана Microsoft Windows «3D Pipes». В связи с тем, что данный хранитель экрана не включён в Windows Vista, в этой версии отображается пустая страница с заголовком «The Tubes are Clogged!». В версии 5.0 Dev отображается пустая страница без заголовка. |
| about:inducebrowsercrashforrealz                     | Вызвать сбой Google Chrome. Для просмотра разработчиками процессов, происходящих в системе при сбое. |
| about:memory                                         | Показывает информацию об используемой приложением и вкладками памяти |
| about:network                                        | Статистика использования сети. В версии 5.0 Dev отображается пустая страница без заголовка. |
| about:plugins                                        | Показать установленные расширения. |
| about:shorthang                                      | Вызвать "зависание" вкладки. Для тестирования разработчиками защиты от зависания. |
| about:stats                                          | Отображает статистику процессов. В верхней части страницы содержится текст «Shhh! This page is secret!». В версии 5.0 Dev отображается пустая страница без заголовка. |
| about:terms                                          | Условия предоставления услуг Google Chrome. |
| about:version                                        | Номер версии и сборки. Аналог — about:. |

## Safari-специфичные about: адреса
| Адреса      | Safari                                                                           |
| ----------- | -------------------------------------------------------------------------------- |
| topsites:// | Показывает страницу новой вкладки (Safari 4 и выше. В IOS 15 не поддерживается). |